# إليزابيث أبيغ
إليزابيث أبيغ (بالألمانية: Elisabeth Abegg) (و. 1882 – 1974 م) هي تربوية، ومقاومة ألمانية، ولدت في ستراسبورغ، توفيت في برلين، عن عمر يناهز 92 عاماً.

## التعليم
تعلمت في جامعة لايبتزغ.

## جوائز
حصلت على جوائز منها:
- صالحون بين الأمم
- صليب وسام الاستحقاق من جمهورية ألمانيا الاتحادية.